# Melanoides admirabilis
Melanoides admirabilis är en snäckart. Melanoides admirabilis ingår i släktet Melanoides och familjen kronsnäckor. IUCN kategoriserar arten globalt som nära hotad. Inga underarter finns listade i Catalogue of Life.